# شقران مغمد
شقران مغمد (الاسم العلمي: Coleopucciniella)، جنس فطور من رتبة الشقرانيات وفصيلة الشقرانية.